# جایزه بزرگ آذربایجان
جایزه بزرگ آذربایجان (به آذربایجانی: Azərbaycan Qran Prisi) یک مسابقه اتومبیلرانی فرمول یک است که برای اولین بار در سال ۲۰۱۷ برگزار شد. این پیست، یک پیست خیابانی در باکو، پایتخت آذربایجان برگزار می‌شود.

## تاریخچه
اولین گرندپری فرمول یک در آذربایجان به عنوان جایزه بزرگ اروپا در سال ۲۰۱۶ در پیست شهر باکو برگزار شد. یک سال بعد، در سال ۲۰۱۷، مسابقات در پیست شهری باکو میزبان اولین جایزه بزرگ آذربایجان بود.

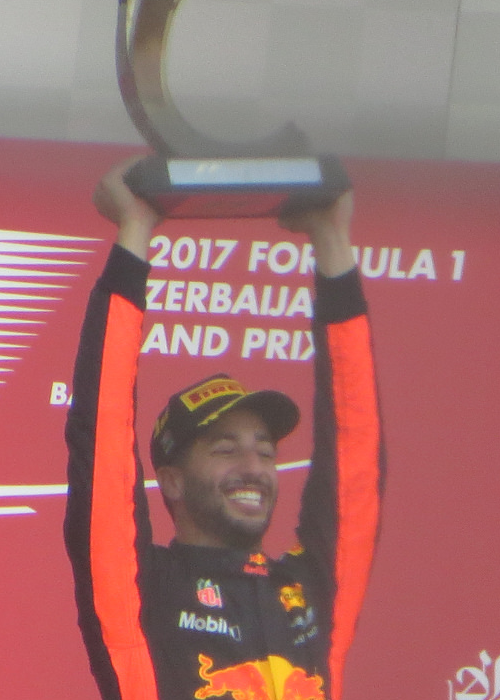
دنیل ریکاردو بعد از یک زمانگیری بد توانست با مسابقه ای عالی برنده مسابقه شود

 این مسابقه در تاریخ ۲۵ ژوئن ۲۰۱۷ برگزار شد. این یکی از پنج مسابقه پیست خیابانی در سال ۲۰۱۷ به همراه سنگاپور،کانادا، موناکو و استرالیا است. اولین برنده جایزه بزرگ آذربایجان دنیل ریکیاردو از ردبول بود.
گرندپری آذربایجان ۲۰۱۸ در تاریخ ۲۹ آوریل ۲۰۱۸ برگزار شد. این مسابقه چهارمین دوره مسابقات جهانی فرمول یک ۲۰۱۸ بود و لوئیس همیلتون برنده مسابقه شد.
در سال ۲۰۱۹ جایزه بزرگ آذربایجان در ۲۸ آوریل برگزار شد و همچنین چهارمین دوره مسابقات جهانی بود. والتری بوتاس این مسابقه را برد. در ۲۳ مارس ۲۰۲۰، برگزار کنندگان گرندپری آذربایجان اعلام کردند که مسابقه به دلیل همه‌گیری ویروس کرونا به تعویق افتاده‌است. بعداً این مسابقه لغو شد و اعلام کرد که در سال ۲۰۲۱ برگزار خواهد شد.

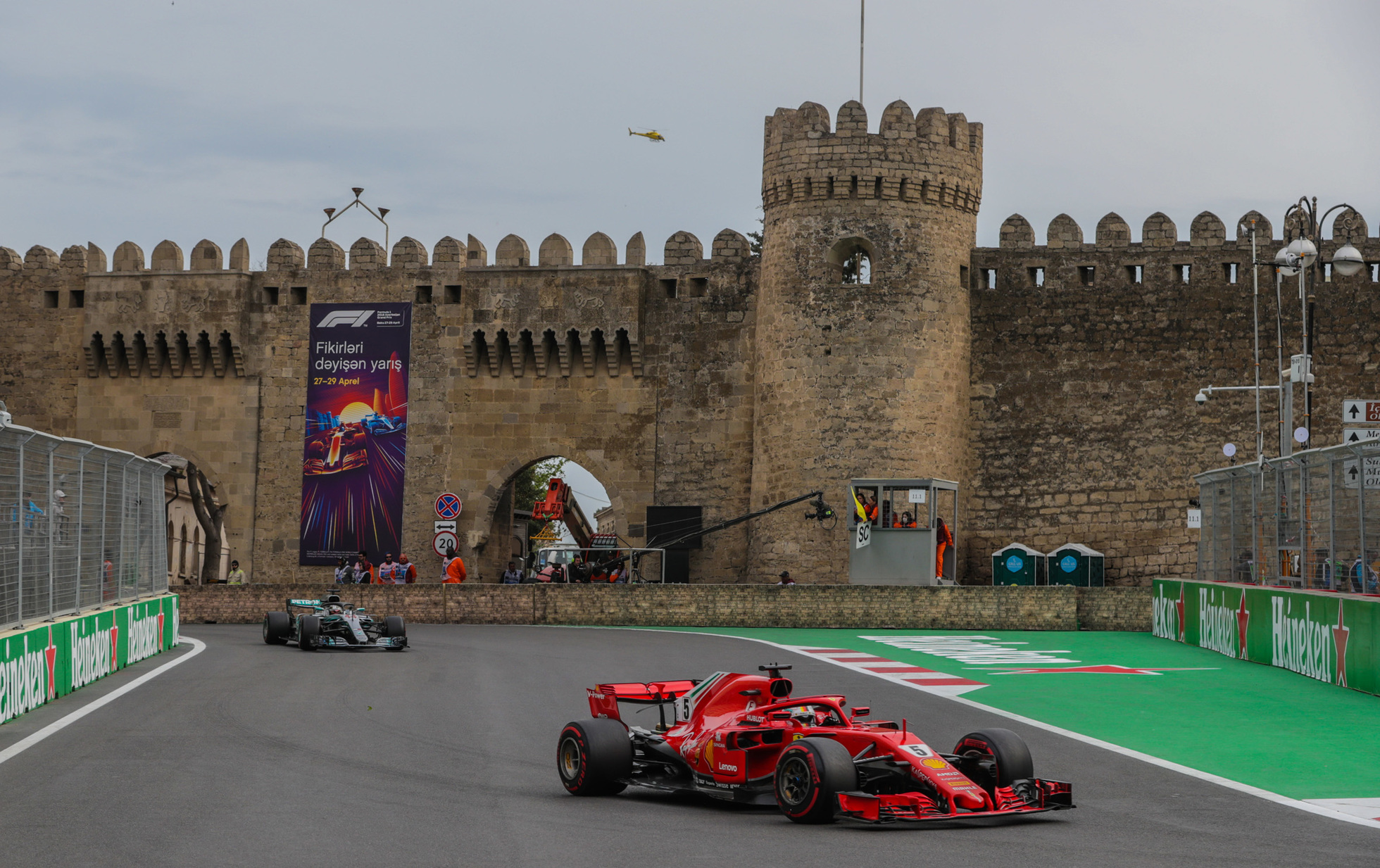
گرند پری آذربایجان ۲۰۱۸ و دیوارهای شهر باکو

## برندگان

### رانندگان
| سال  | راننده        | سازنده               | گزارش |
| ---- | ------------- | -------------------- | ----- |
| ۲۰۱۷ | دنیل ریکاردو  | ردبول ریسینگ-تگ هویر | گزارش |
| ۲۰۱۸ | لوئیس همیلتون | مرسدس                | گزارش |
| ۲۰۱۹ | والتری بوتاس  | مرسدس                | گزارش |
| ۲۰۲۱ | —             | —                    | گزارش |